# Rogač (Šolta)
Rogač falu Horvátországban Split-Dalmácia megyében. Közigazgatásilag Šoltához tartozik.

## Fekvése
Splittől 17 km-re délnyugatra, Trogirtól 14 km-re délre, községközpontjától 1 km-re északkeletre, Dalmácia középső részén, Šolta szigetének közepén, egy északi fekvésű öbölben fekszik. Jelentőségét kompkikötője adja, melyen keresztül bonyolódik a forgalom a kontinens és a sziget települései között.

## Története
Rogač a sziget legrégibb parti települése. Területe a régészeti leletek tanúsága szerint már az ókorban lakott volt. A Banja-öbölben egy a 3. - 4. századból származó római villagazdaság romjai találhatók fürdő, mozaikpadló és sírok maradványaival. Ugyanebben az öbölben egy másik kora római gazdasági épület maradványa is található. Az öböl másik oldalán a tengerben szintén ősi alapfalak láthatók. Az öböl északnyugati részén a tengerben ókori kikötő maradványai figyelhetők meg. Rogač település Grohote kikötőjeként keletkezett a 18. század végén. Kezdetben csak néhány halászkunyhó és kiskocsma állt itt. 1797-ben a Velencei Köztársaság megszűnésével a település a Habsburg Birodalom része lett. 1806-ban Napóleon csapatai foglalták el és 1813-ig francia uralom alatt állt. Napóleon bukása után ismét Habsburg uralom következett, mely az első világháború végéig tartott. A 19. században az öböl közepén egy Avilai Szent Teréz tiszteletére szentelt templomot építettek. A század végén a Mladinov család épített ide nyaralót, melyet fenyőfákkal beültetett kis kert övezett. 1880-ban 13, 1910-ben 17 lakosa volt. Az I. világháború után rövid ideig az Olasz Királyság, ezután a Szerb-Horvát-Szlovén Királyság, majd Jugoszlávia része lett. 1920-ban kis hajóépítő üzemet alapítottak itt, melyet azóta már a család harmadik generációja vezet. A második világháború idején olasz csapatok szállták meg. Lakossága 2011-ben 126 fő volt, akik a turizmus mellett főként halászatból éltek.

## Lakosság
| Lakosság változása | Lakosság változása | Lakosság változása | Lakosság változása | Lakosság változása | Lakosság változása | Lakosság változása | Lakosság változása | Lakosság változása | Lakosság változása | Lakosság változása | Lakosság változása | Lakosság változása | Lakosság változása | Lakosság változása | Lakosság változása |
| ------------------ | ------------------ | ------------------ | ------------------ | ------------------ | ------------------ | ------------------ | ------------------ | ------------------ | ------------------ | ------------------ | ------------------ | ------------------ | ------------------ | ------------------ | ------------------ |
| 1857               | 1869               | 1880               | 1890               | 1900               | 1910               | 1921               | 1931               | 1948               | 1953               | 1961               | 1971               | 1981               | 1991               | 2001               | 2011               |
| 0                  | 0                  | 13                 | 59                 | 0                  | 17                 | 0                  | 0                  | 0                  | 36                 | 50                 | 49                 | 0                  | 0                  | 100                | 126                |

(1857-ben, 1869-ben, 1900-ban, 1921-től 1948-ig, valamint 1981-ben és 1991-ben lakosságát Grohotéhez számították.)

## Nevezetességei
- Ávilai Szent Teréz tiszteletére szentelt templom a 19. században épült. Kőből épített egyhajós épület, bejárata felett rózsaablakkal, homlokzata tetején kis harangtoronnyal, benne két haranggal. Legértékesebb berendezési tárgya az 1749-ben festett, a szentet ábrázoló oltárkép.
- A Banja-, a Kašjun és a Žustova-öbölben szép fekvésű strandjai találhatók.

## Galéria
- Kikötői kép
- Kikötői kép
- Látkép a tenger felől
- Vitorláshajó Rogač előtt
- Vitorlások Rogač előterében